# Alimentation des équidés

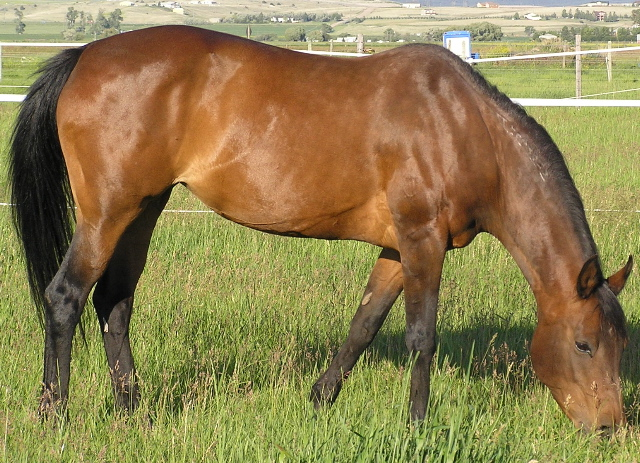
L’herbe est une des sources d’alimentation naturelle pour les équidés.

L’alimentation des équidés traite de l’alimentation des chevaux, poneys, ânes, mulets et de tous les autres équidés. Les équidés sont des herbivores non ruminants monogastriques, ne disposant donc que d’un seul estomac capable de digérer les fibres végétales qui proviennent de l’herbe du foin, des feuilles, etc. Cette digestion des fibres végétales se fait grâce à une fermentation par micro-organismes et se déroule dans la partie du système digestif appelée « cæcum ». Elle aboutit à la décomposition de la cellulose, principal composant des fibres végétales.
Les chevaux ingèrent de petites quantités de nourriture de façon régulière tout au long de la journée, comme ils le font en broutant dans les pâturages.
Le système digestif de l’équidé est délicat. En cas d’excès de nourriture ou d’empoisonnement, ils sont incapables de régurgiter la nourriture, sauf depuis l’œsophage. Leur côlon est particulièrement long et complexe, avec un équilibre de la flore intestinale dans le cæcum qui peut être facilement bouleversé par des changements rapides d’alimentation. Ces facteurs rendent les équidés sujets à des coliques, qui s’avèrent être leur première cause de mortalité. Aussi les équidés requièrent une nourriture propre et de grande qualité, fournie à intervalles réguliers, et peuvent tomber malades lorsqu’ils subissent un brusque changement de régime alimentaire. Les chevaux sont également sensibles aux moisissures et aux toxines. Pour cette raison, les matières fermentables contaminées, comme de la tonte de gazon sont peu adaptées. Le fourrage ensilé, issu d'un processus de fermentation d'herbage, peut s'avérer toxique si mal exécuté,.

## Le système digestif
Les chevaux, et les autres membres du genre équidé, se sont adaptés au cours de leur évolution à manger de petites quantités d’un même type de nourriture tout au long de la journée. Dans la nature, les chevaux se nourrissent de l’herbe des prairies dans les régions semi-arides, et parcourent des distances journalières significatives afin d'avoir accès à une nourriture qui leur est appropriée. C'est pourquoi leur système digestif a évolué pour fonctionner idéalement avec un petit flux continu de nourriture qui ne varie pas beaucoup d’un jour à l’autre.

### Mastication et déglutition
La digestion débute dans la bouche. Tout d’abord l’animal sélectionne les morceaux de fourrage et attrape de petits bouts de nourriture, comme les graines à l’aide de ses lèvres très sensibles et préhensiles. Les dents de devant, les incisives, lui permettent de couper le fourrage. La nourriture est alors mâchée par les dents du fond, les prémolaires et les molaires, avant d’être avalée.
L’œsophage conduit la nourriture jusqu’à l’estomac. L'arrivée de l’œsophage suit un angle aigu, ce qui forme comme une valve à sens unique, et la jonction gastro-œsophagienne est dotée d’un puissant sphincter. C’est la raison pour laquelle les équidés ne peuvent pas vomir. L’œsophage est l’endroit du tube digestif des équidés qui peut être sujet à obstruction, voir ci-dessous "maladies liées à une alimentation inadaptée".

### L’estomac et l’intestin grêle
Par rapport à leur taille, les équidés sont dotés d’un petit estomac, qui limite la quantité de nourriture qu’ils peuvent prendre en une seule fois. Un cheval de taille moyenne possède un estomac d’une capacité de seulement 15 l, et fonctionne de manière optimale avec un contenu de 7,5 l. Il faut privilégier, plutôt qu’un ou deux repas importants par jour, soit une alimentation continue soit une succession d’ingestions de petites quantités durant la journée. La raison en est que l’estomac commence à se vider lorsqu’il est aux trois-quarts plein, que la nourriture ait été prédigérée ou non.
Le chyme pénètre ensuite dans l’intestin grêle. L'intestin grêle mesure entre 15 et 21 m de long, et peut contenir de 38 à 45 l. Il s’agit donc du principal organe de la digestion, par le biais duquel entre 50 et 70 % des nutriments sont assimilés via le système sanguin,. C’est là que la bile, produite par le foie, se combine avec les enzymes produites par le pancréas et par l’intestin grêle. Les équidés ne possèdent pas de vésicule biliaire, et la bile s’écoule continuellement, ce qui constitue une adaptation à une alimentation lente et continuelle, mais aussi une raison supplémentaire de nourrir les chevaux par le biais de plusieurs petits repas.
L'estomac des chevaux doit toujours avoir quelque chose à digérer.

### Le cæcum et le côlon
Le cæcum forme la première partie du côlon. Cet organe en forme de sac mesure environ 1,2 m de long et peut contenir entre 26 et 30 l (7 to 8 US gallons). L’intestin grêle débouche dans le cæcum, lieu de la fermentation par des micro-organismes, qui permet de transformer les fibres cellulosiques des plantes, ce qui prend environ sept heures. La matière fermentée qui résulte emprunte ensuite le côlon,,.
Les micro-organismes du cæcum permettent de produire la vitamine K, des complexes de vitamine B, des protéines et des acides gras. La raison pour laquelle la modification de l’alimentation d’un équidé doit être progressive réside dans l’adaptation, nécessairement progressive, de ces micro-organismes à la structure chimique de sa nouvelle nourriture. Un changement trop brusque dans la nature de l’alimentation peut causer une colique, du fait que les nouveaux aliments sont improprement digérés.
Le grand côlon, le petit côlon et le rectum constituent le reste du gros intestin. Le grand côlon possède une longueur entre 30 et 36 m et peut contenir jusqu’à 50 l d’une mixture semi-liquide. Son rôle principal consiste à absorber les hydrates de carbone, qui ont été produits dans le cæcum à partir de la cellulose. En raison de ses circonvolutions, il est le lieu habituel d’un type de coliques, l’impaction,. Le petit côlon mesure également entre 30 et 36 m de long, peut contenir jusqu’à 12 l, et constitue le lieu depuis lequel la majorité de l’eau est absorbée, ainsi que celle où les boules de matière fécale sont formées. Le rectum mesure environ 30 cm, et agit comme une chambre de retenue du crottin, qui est expulsé du corps via l’anus.

## Les nutriments
Comme tous les animaux, les équidés doivent absorber, pour survivre, les cinq classes de nutriments que sont :
- l’eau ;
- l’énergie, sous forme de matières grasses ou lipides et d’hydrates de carbone ou glucides ;
- les protéines ;
- les vitamines ;
- les minéraux ou oligo-éléments[12].

### Eau

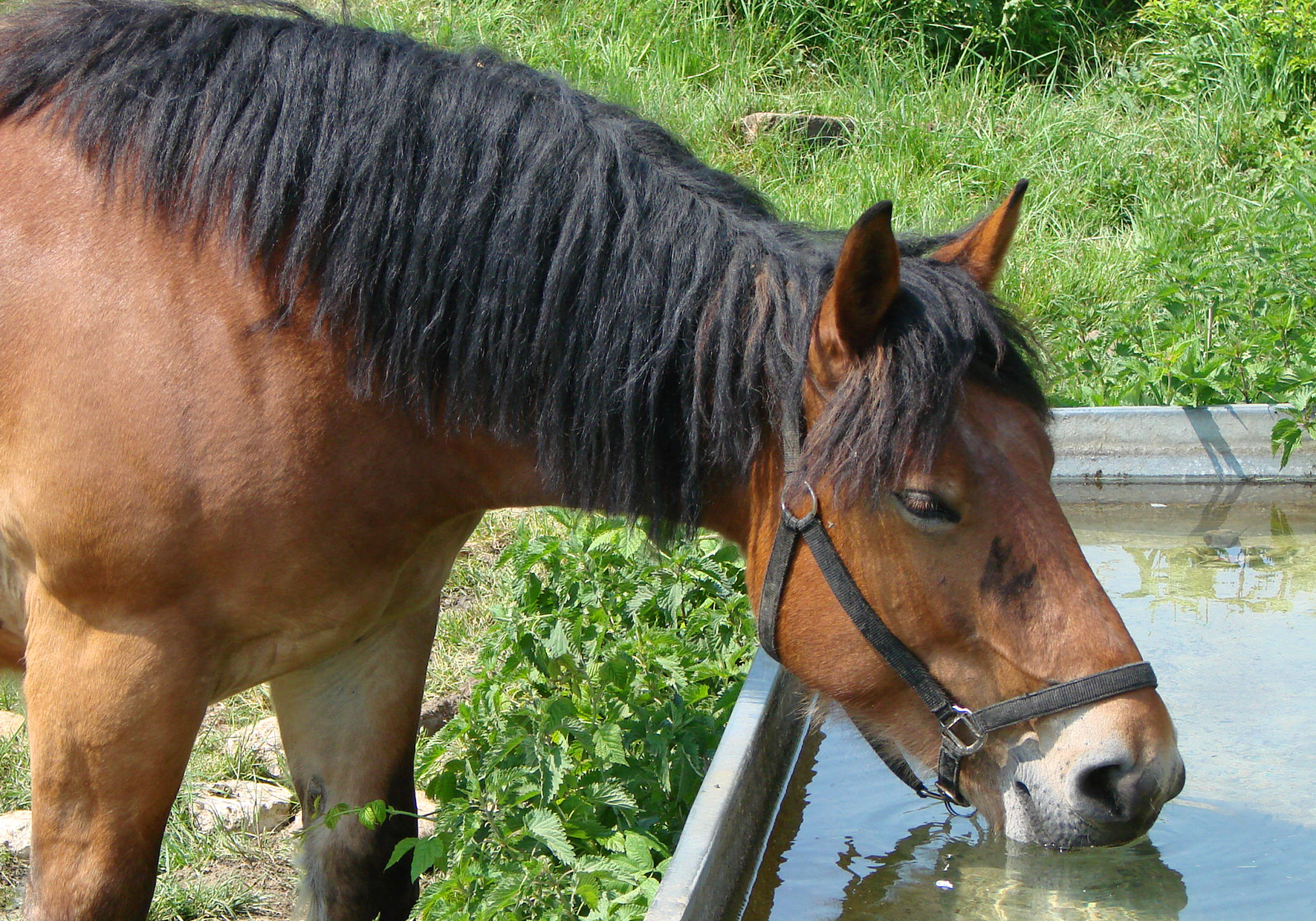
Les chevaux ont besoin d’une importante quantité d'eau propre à disposition chaque jour.

L'eau représente 62 à 68 % du poids total d'un cheval, et est essentielle à la vie. Les chevaux ne peuvent vivre que quelques jours sans eau, et deviennent dangereusement déshydratés lorsqu'ils ont perdu entre 8 et 10 % de l'eau dont ils sont naturellement constitués. De ce fait, il est particulièrement important pour les chevaux d'avoir accès à de l'eau à la fois fraîche, propre, et en quantité suffisante. Les abreuvoirs automatiques sont recommandés. Un cheval qui n'a pas d'eau à disposition en permanence doit être mené à boire trois fois par jour.
Un cheval moyen de 450 kg boit de 38 à 45 l d'eau par jour. La consommation d'eau d'un cheval actif peut atteindre 70 l par jour. Il en absorbe davantage par temps chaud, s'il consomme du fourrage sec comme le foin, ou une grande quantité de sel, de potassium et de magnésium. Au contraire, les chevaux boivent moins par temps frais, s'ils se nourrissent dans une pâture d'herbage, qui contient un taux élevé en eau. Lorsqu'il s'agit d'une jument allaitante, ou d'un cheval au travail, les besoins en eau peuvent être multipliés par quatre,. Malgré le fait qu'ils aient besoin de grandes quantités d'eau, les chevaux passent peu de temps à boire : habituellement au total 1 à 8 minutes par jour, divisées en 2 à 8 moments
L'eau joue un rôle important dans la digestion. Le fourrage et les céréales que les chevaux mangent sont mélangés dans la bouche avec de la salive pour créer le bol alimentaire, ou chyme, une sorte de pâte humide qui peut être plus facilement avalée. Ainsi, les chevaux produisent jusqu'à 38 l de salive par jour. Il est important que le cheval ait accès à de l'eau potable en quantité et qualité suffisante afin de prévenir des coliques dues à la compaction du bol alimentaire. Par temps froid les chevaux peuvent refuser de boire de l'eau très froide, il est préférable de la tempérer avant de leur en servir. Toujours pour éviter les coliques, si le cheval a eu chaud après un effort, il faut le promener au pas, puis ne lui donner l'eau que par petites quantités.
L'âne quant à lui exige de l'eau extrêmement propre, mais en quantités modérées (2 à 10 litres par jour). Il boit souvent beaucoup plus l'hiver par temps sec s'il est au foin que l'été en canicule à l'herbe.

### Nutriments énergétiques et protéines
Les aliments source d'énergie sont les graisses, et les hydrates de carbone. La protéine constitue une brique élémentaire très importante pour la construction des fibres musculaires et celle d'autres tissus. Les chevaux qui suivent un entraînement soutenu, qui sont en pleine croissance, ou les juments qui sont enceintes ou allaitantes, doivent recevoir une alimentation plus énergétique et enrichie en protéines. Toutefois, un équidé recevant une alimentation trop riche en énergie, sans avoir suffisamment d'exercice, peut devenir trop fougueux et devenir très difficile à gérer.
Les graisses existent en faible quantité dans les plantes et peuvent être ajoutées pour augmenter l'apport en énergie du régime alimentaire. La graisse possède 9 Mcal d'énergie par kg de masse, ce qui correspond à 2,25 fois plus que n'importe quel hydrate de carbone.
Puisque les équidés ne possèdent pas de vésicule biliaire, pour stocker une grosse quantité de bile, cette dernière s'écoule en permanence directement depuis le foie dans l'intestin grêle. Aussi, bien qu'elle soit un aliment nécessaire, la graisse est assez difficile à digérer pour les équidés, et ce processus utilise la bile en grande quantité. Toutefois, les équidés sont capables de digérer une plus grande quantité de graisse que les camélidés. Les chevaux profitent d'une alimentation comprenant jusqu'à 8 % de graisse, mais une plus grande proportion n'apporte pas toujours un bénéfice concret. Les chevaux peuvent tolérer jusqu'à 15 à 20 % de graisse dans leur alimentation sans courir le risque de développer une diarrhée.
Les hydrates de carbone constituent la principale source d'apport d'énergie dans la majorité des repas, et sont habituellement issus du foin, de l'herbe et du grain. Les hydrates de carbone solubles, comme les amidons et les sucres, sont facilement décomposés en glucose dans l'intestin grêle, puis absorbés. Les hydrates de carbone non solubles, comme les fibres de cellulose, eux, ne sont pas digérés par les enzymes du cheval, mais via une fermentation par des micro-organismes dans le cæcum et le gros intestin. Cette fermentation les transforme en sources d'énergie, des acides gras volatils.
Les hydrates de carbone solubles existent dans la plupart des nutriments : le maïs, qui comporte la plus grande proportion ; puis l'orge et l'avoine. Enfin, le fourrage comporte généralement entre 6 et 8 % d'hydrates de carbone solubles, bien que dans certaines conditions, cette proportion peut atteindre jusqu'à 30 %. L'ingestion soudaine d'une grande quantité de nourriture ayant une forte teneur en amidon ou en sucre, peut aller jusqu'à occasionner une colique et même une colite potentiellement fatale, ou une fourbure.
Les protéines sont utilisées dans tout le corps, principalement dans les cellules des muscles, du sang, les hormones, les sabots et les poils. Les briques principales des protéines sont les acides aminés. La luzerne, et les autres légumineuses du foin constituent de bonnes sources de protéines qui peuvent facilement être ajoutés à l'alimentation. La plupart des chevaux adultes se contentent de 8 à 10 % de protéines dans leur alimentation. Toutefois, un apport supplémentaire en protéines est important pour les juments allaitantes et les jeunes poulains en pleine croissance.
Les ânes consomment régulièrement en saison des fruits et noix ayant une forte proportion de matière grasse, cependant ils consomment plus habituellement des fourrages très riches en fibres et pauvres en sucres et protéines. Ils refusent souvent les légumineuses sur pied voire le trèfle en foin.

### Vitamines et minéraux

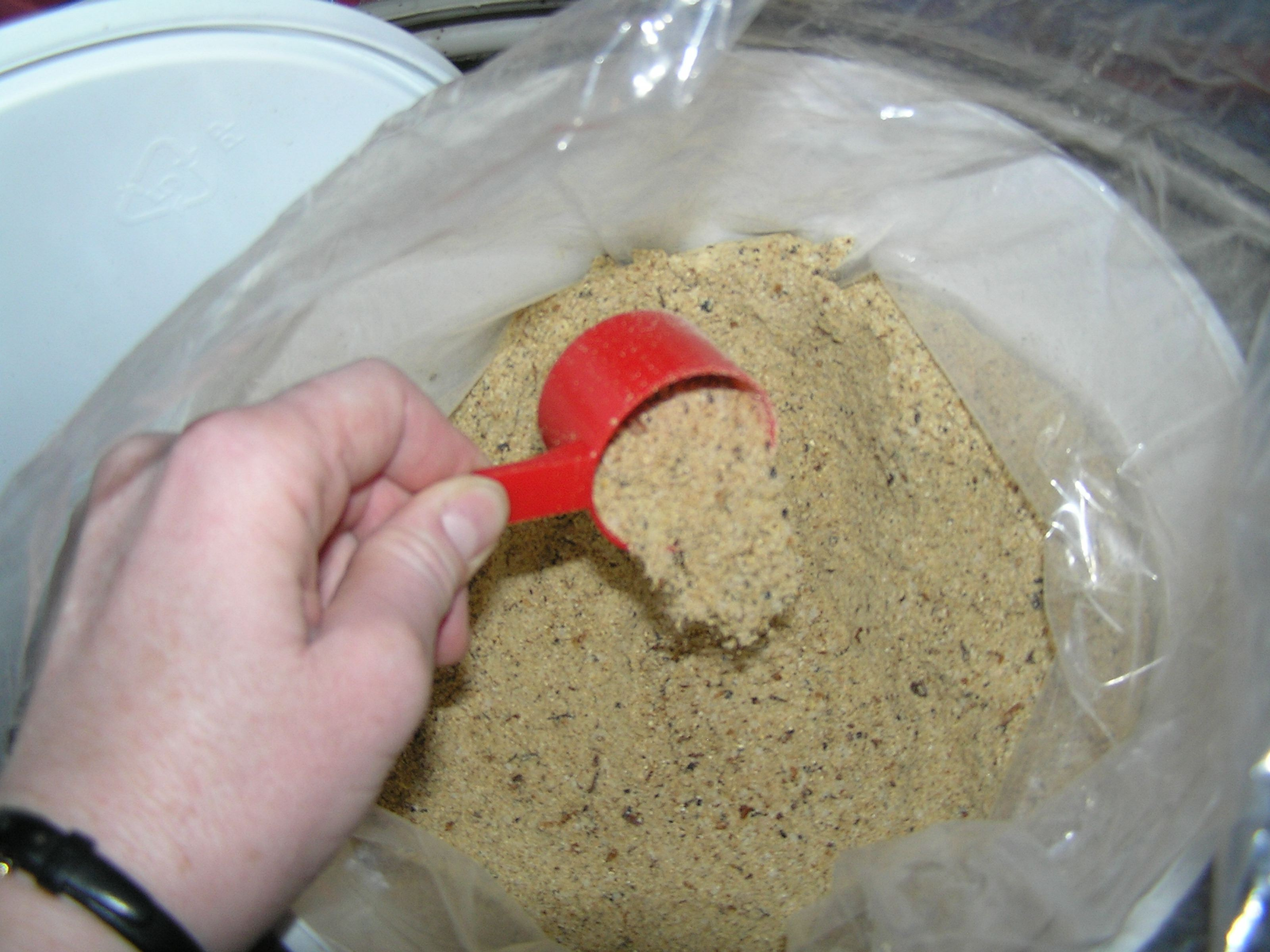
De nombreux compléments alimentaires sont disponibles sur le marché pour enrichir l'alimentation des chevaux en vitamines et en minéraux.

Les chevaux qui ne sont pas soumis à un travail difficile ou à des conditions extrêmes, disposent de suffisamment de vitamines dans leur alimentation s'ils sont nourris avec du fourrage feuillu, vert et coupé de frais. Parfois, un complément vitaminé est nécessaire pour compenser une alimentation de plus mauvaise qualité comme le foin ; ou si le cheval doit subir un stress - comme une maladie, un transport, une représentation, une course, etc. voire si le cheval ne se nourrit pas convenablement. En outre, les graminées possèdent une composition très différente du fourrage qui nécessite un complément pour éviter un déséquilibre en vitamines et minéraux.
Les minéraux sont nécessaires à l'entretien et au fonctionnement du squelette, du système nerveux et des muscles. Ils comprennent le calcium, le phosphore, le sodium, le potassium, et chlorure. Ils sont normalement contenus dans la plupart des nourritures de qualité. Les équidés possèdent un besoin en autres minéraux, mais sous forme de trace, comme pour le magnésium, le sélénium, le cuivre, le zinc, et l'iode. Dans des conditions normales, un animal adulte qui consomme soit du foin, soit du l'herbe de pâturage, trouvera une quantité suffisante de minéraux dans son alimentation, à l'exception du chlorure de sodium, le sel, qui doit lui être fourni, accessible de son libre choix. Certaines pâtures peuvent s'avérer déficientes en trace de certains minéraux, comme le sélénium, le zinc ou le cuivre,, auquel cas si un complément minéral n'est pas apporté convenablement, des problèmes de santé peuvent survenir, notamment des carences,.
Les besoins en calcium et en phosphore doivent respecter des proportions précises, entre 1 pour 1 et 2 pour 1. Toutefois un cheval adulte pourra tolérer un ratio de 5 pour 1, un poulain un ratio de 3 pour 1. Cependant, une proportion plus grande de phosphore que de calcium doit être évitée, car sur la durée, ce déséquilibre aboutira à de nombreux possibles problèmes osseux comme l'ostéoporose.
Les poulains ainsi que les chevaux encore en pleine croissance, pendant leurs trois à quatre premières années, ont des besoins nutritionnels avec une proportion calcium/phosphorus adaptée ainsi qu'un apport en traces de minéraux. Une alimentation déséquilibrée engendrera des problèmes du squelette chez ces jeunes animaux. Un travail important augmente le besoin en minéraux, la sudation occasionnant notamment des pertes en sodium, en potassium et en sel. Aussi, un supplément en électrolytes peut s'avérer nécessaire pour les chevaux subissant un entraînement intense, en particulier par temps chaud.

## Types de nourriture

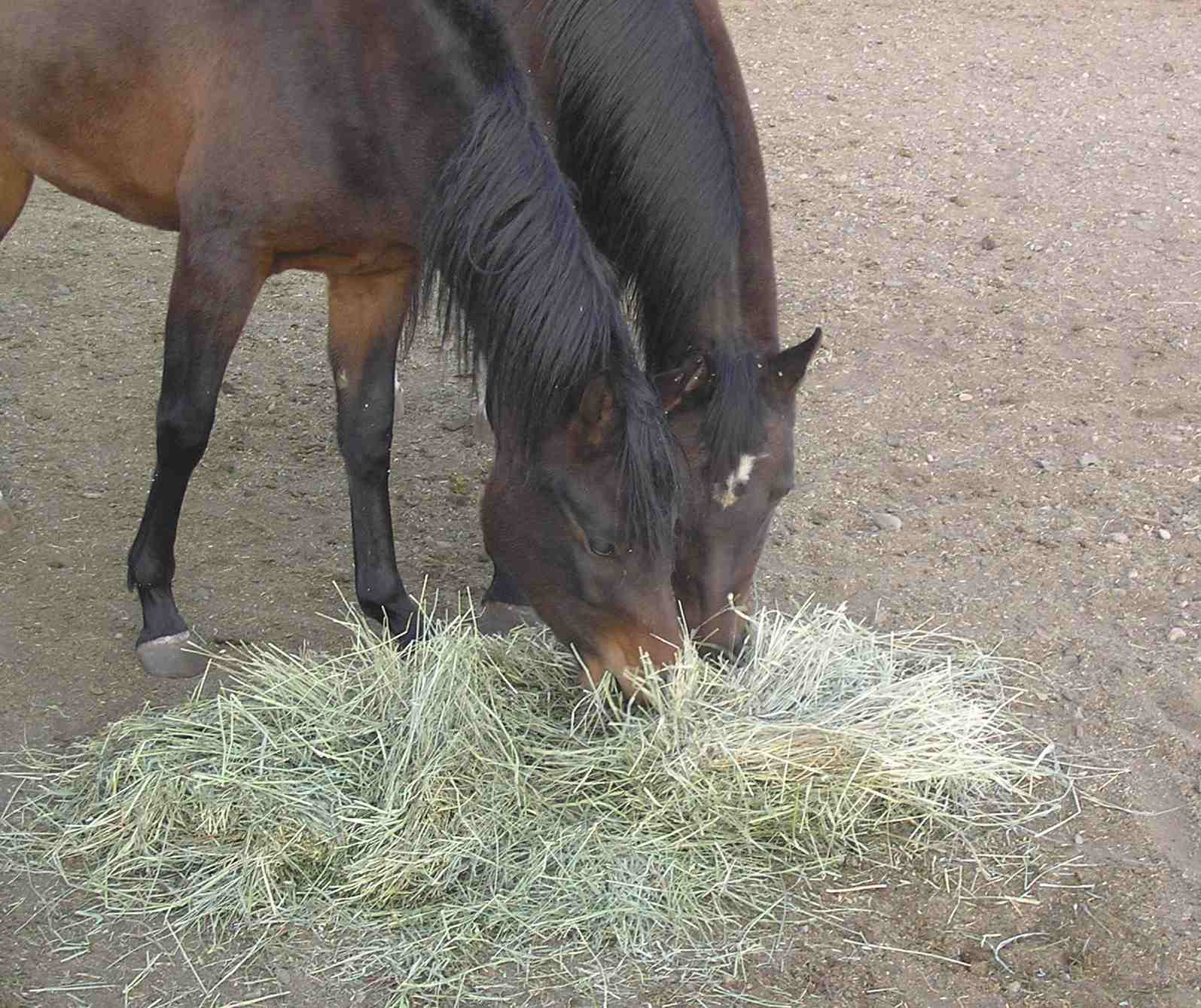
Le fourrage, tel le foin, constitue la plus grande proportion du poids de l'alimentation équine.

Les équidés peuvent consommer environ 2 à 2,5 % de leur poids en nourriture sèche chaque jour. Ainsi, un cheval adulte de 450 kg pourrait manger 11 kg de nourriture. Les poulains de moins de six mois consomment, eux, l'équivalent de 2 à 4 % de leur poids chaque jour.
Les aliments solides sont divisés en trois catégories : les fourrages (comme le foin et l'herbe), les concentrés, céréales ou granulés, et les suppléments, comme les granulés de vitamines et/ou de minéraux. Les nutritionnistes équins recommandent qu'au moins 50 % de la nourriture quotidienne de l'animal soient composés de fourrage. Si un cheval est au travail et demande alors davantage d'apports énergétiques, la quantité de céréales croît et celle du fourrage diminue de manière à adapter la nourriture du cheval au travail qu'il fournit. Cependant, la quantité de fourrage consommée par le cheval ne devrait pas se situer en dessous de l'équivalent de 1 % de son poids corporel par jour.

### Fourrage

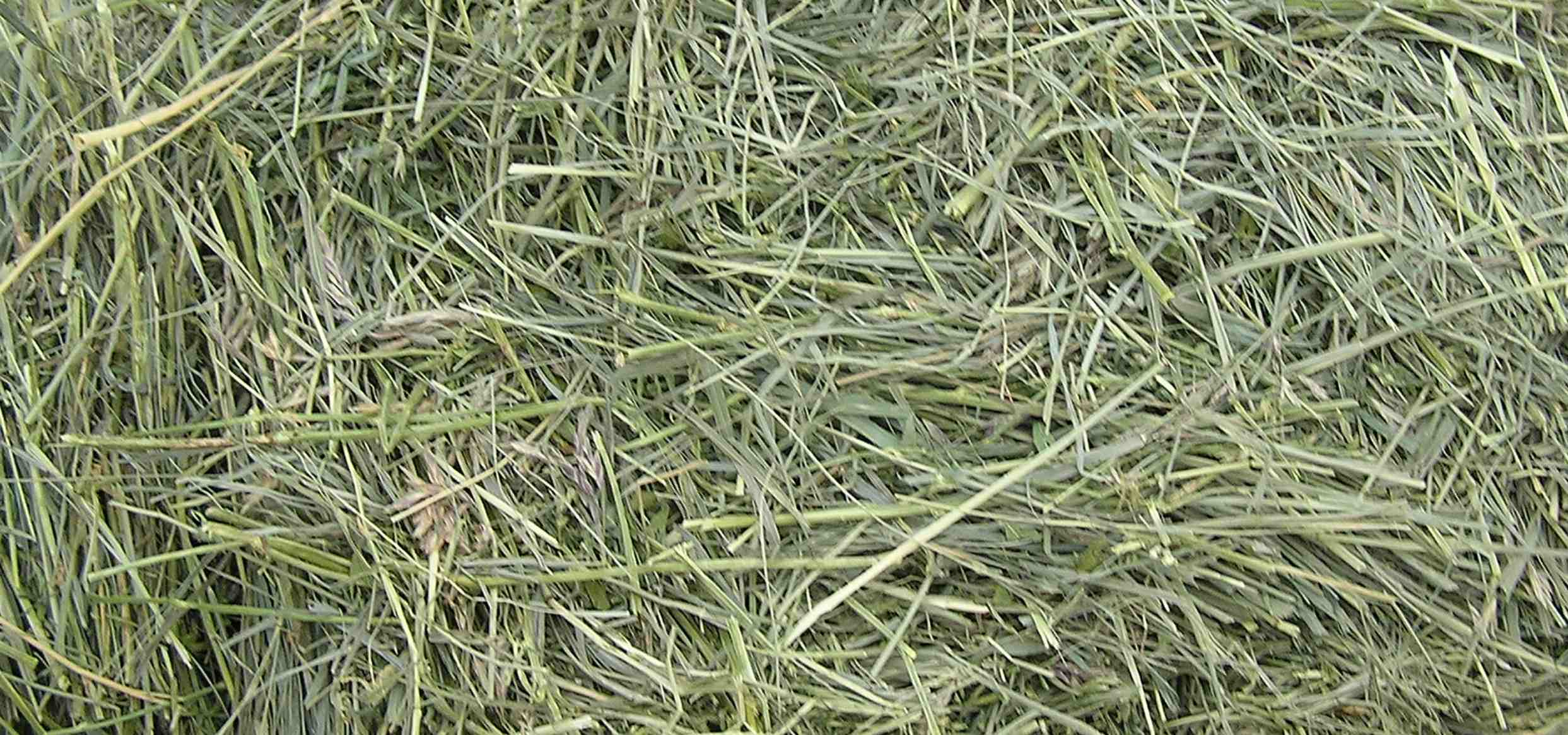
Un foin d'herbe de bonne qualité est vert, et comporte des feuilles et des pousses de graines.

Le fourrage, est composé de plantes légumineuses, d'herbe, que l'on trouve dans les prés ou dans le foin. Les pâtures et les champs de foin sont généralement composés d'un mélange des deux types de plantes (herbe et légumineuses). Les éléments nutritifs contenus dans le fourrage peuvent varier de manière importante selon la maturité de l'herbe, les conditions environnementales au sein desquelles elle s'est développée, mais aussi sa fertilisation et sa gestion. Les herbes s'adaptent à de nombreuses conditions de vie, et contiennent la plupart des nutriments nécessaires. Les variétés d'herbe les plus fréquentes sont la fléole des prés, le bromus, la fétuque, le cynodon, la Dactyle pelotonné, et de pâturin des prés. Un autre type de fourrage est composé de pulpe de betterave, tirée de la production de betterave sucrière, à haute teneur en énergie et en fibres.
Les plantes légumineuses comme le trèfle ou la luzerne contiennent généralement une quantité plus importante de protéines, de calcium et d'énergie que l'herbe. Néanmoins, elles demandent un temps plus chaud et une bonne qualité de sol pour produire les meilleurs éléments nutritifs. Le foin de plantes légumineuses est habituellement plus riche en protéines que le foin d'herbe. Il comporte également davantage de minéraux, comme le calcium, mais dispose d'un ratio inadapté entre le calcium et le phosphore. Riche en protéines, il est distribué aux chevaux en croissance ou qui fournissent un travail très important, et le ratio calcium/phosphore doit être équilibré par une autre source de nourriture afin de prévenir des malformations osseuses.
Le foin est généralement un mélange sec constitué d'herbes et de plantes légumineuses. Après avoir été coupé, il est mis à sécher, puis conditionné en balles pour être stocké. Le foin est le plus nutritif lorsqu'il est coupé avant que les graines arrivent à maturité, et que les tiges des plantes ne deviennent trop résistantes et épaisses. Un foin qui est bien vert indique une bonne qualité nutritive, même si la couleur n'est pas le seul critère, car l'odeur et la texture entrent également en ligne de compte. Un foin peut être analysé en laboratoire, ce qui est encore le moyen le plus sûr d'évaluer sa qualité nutritive.
Le foin, plus spécialement celui de luzerne, est parfois compressé sous forme de granulé (ou pellet) ou de cube. Ainsi transformé, le foin peut d'une part avoir une qualité plus constante, et d'autre part être plus facilement transportable et entreposable. Ainsi conditionné, le foin peut également être facilement acheminé vers des endroits souffrant de pénurie ou de sécheresse. Attention, ces formes de conditionnement plus concentrées peuvent occasionner une suralimentation et les chevaux sont plus exposés à l'étouffement. Aussi, le foin sous forme de granulé ou de cube peut être mis à tremper jusqu'à ce qu'il se transforme en une sorte de pulpe ou en une pâte à la consistance plus molle, voire liquide. Cela peut être très utile dans le cas de chevaux ayant des problèmes de bouche, pour mâcher, comme chez les chevaux âgés qui peuvent avoir perdu leurs dents, ou ceux présentant des anomalies dentaires.
L'ensilage est une technique de conservation du foin qui correspond à l'enveloppage sous plastique hermétique de la balle de foin. Cette forme de conditionnement est fréquente au Royaume-Uni et en Europe continentale, moins aux États-Unis.
Ensilé, le foin doit être maintenu dans son emballage totalement hermétique car des trous ou des déchirures peuvent compromettre voire arrêter le processus de fermentation, et donc la conservation du foin. En effet cela occasionnera des moisissures ou d'autres dégâts comme ceux de rongeurs pouvant grignoter et traverser le plastique, et souillant ainsi le foin et apportant diverses contaminations comme le botulisme.
Parfois, la paille ou la glume peuvent faire office de fourrage, mais ces éléments ne possèdent qu'une faible valeur nutritionnelle, sauf en termes de fibres. Ce type de nourriture est parfois utilisé comme complément de ratio, soit pour ralentir l'alimentation d'un cheval qui mange trop rapidement ses concentrés, soit pour fournir un apport riche en fibres lorsqu'un cheval doit en consommer davantage. La paille reste le plus souvent utilisée comme litière dans les boxes pour absorber les excréments.
À moins qu'il ait une activité physique très intense l'âne ne nécessite aucun concentré apporté à l'auge ni racines. À l'état sauvage il consomme surtout des graminées sèches ou épiées sur pieds, des herbacées comme le chardon, l'ortie et la ronce, mais également des arbustes comme l'ajonc, l'aubépine, le chêne mais de manière générale touz les ligneux non toxiques et les fruits voir les bogues de châtaignes.

### Aliments concentrés

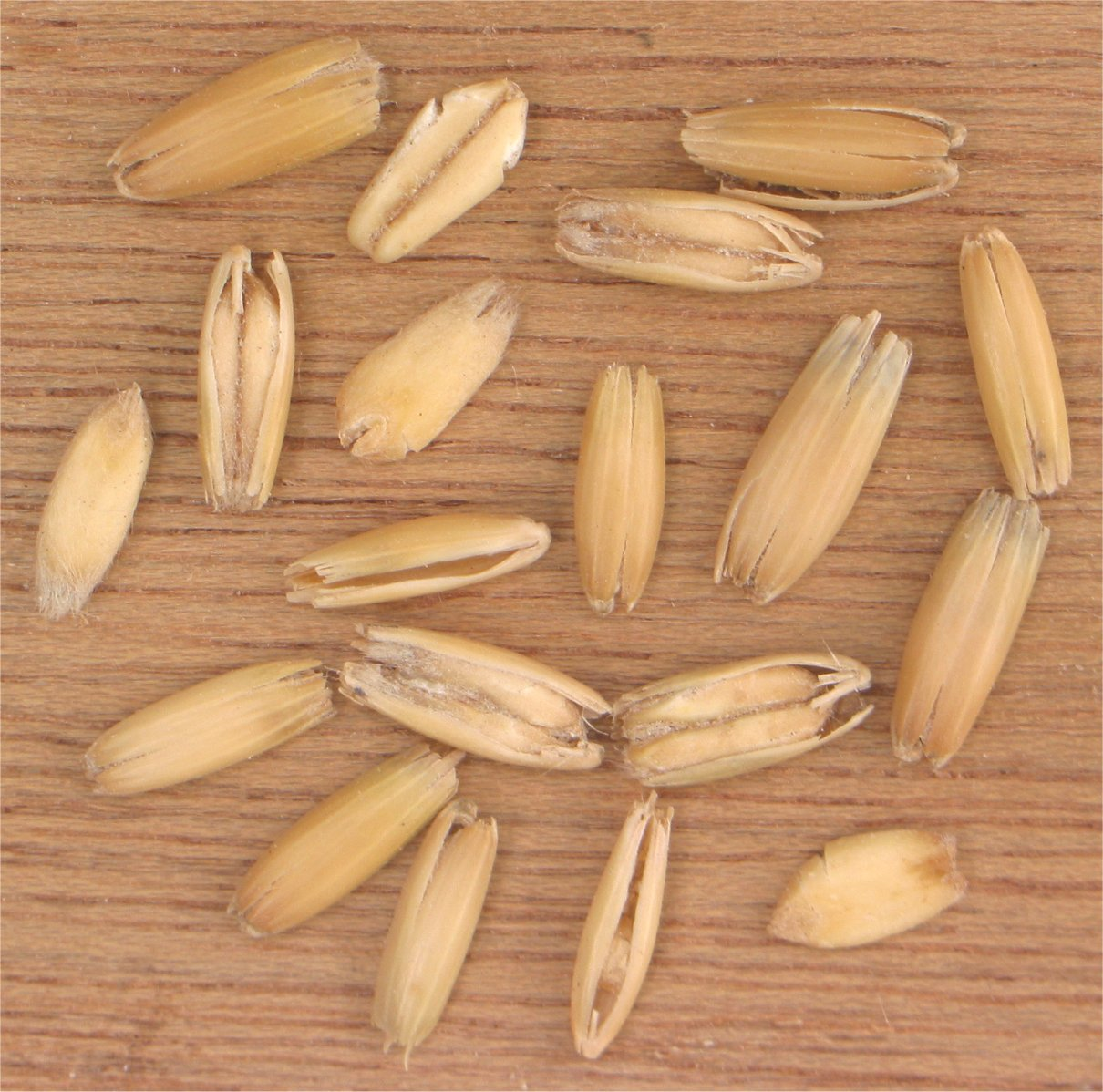
grains d'avoine

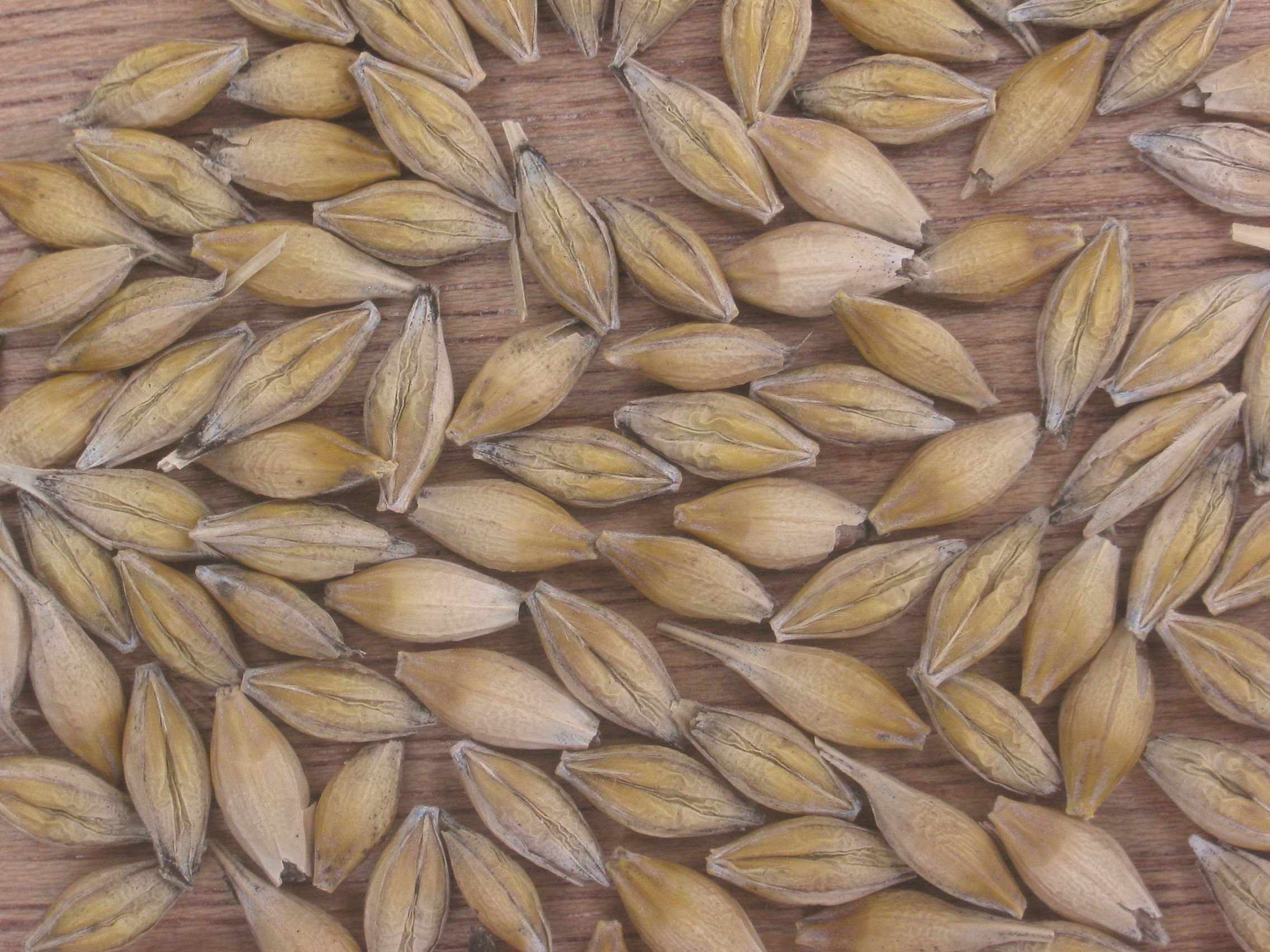
grains d'orge

#### Céréales
Les céréales entières ou réduites en poudre constituent la forme la plus courante d'alimentation concentrée. Il peut s'agir d'avoines, de maïs ou d'orge. Aux États-Unis, elles peuvent être appelées génériquement avoines (oats) ou maïs (corn) alors que l'aliment peut ne pas contenir ces céréales.
L'avoine est l'une des céréales les plus employées pour l'alimentation des chevaux. Cette céréale possède un faible apport calorique mais une plus grande teneur en fibres que la plupart des autres céréales. L'avoine forme une masse peu compacte dans l'estomac, ce qui convient tout à fait à la particularité du système digestif du cheval. Elle est également plus appétante que la majorité des autres céréales,.
La maïs apporte deux fois plus de calories assimilables que l'avoine, à volume égal, mais moins de fibres. À cause de ces caractéristiques, il est facile de sur-alimenter un cheval avec du maïs, ce qui peut causer une obésité, raison pour laquelle les chevaux sont rarement nourris uniquement de maïs. Relativement durs, les grains de maïs doivent être concassés ou aplatis. Les nutritionnistes attirent l'attention sur le fait qu'un maïs qui comporte des moisissures est toxique s'il est absorbé par un cheval.
L'orge, comme le maïs, nécessite d'être aplati ou trempé dans l'eau pendant plusieurs heures, en raison de la dureté du grain. Ces procédés permettent d'obtenir une meilleure assimilation. Il est souvent fourni accompagné d'avoine et de maïs, un mélange souvent informellement appelé "COB" pour corn (maïs) oat (avoine) et barley (orge).
Le blé n'est généralement pas utilisé comme aliment concentré pour les chevaux. Néanmoins, le son de blé est parfois ajouté à la ration du cheval en tant que supplément nutritionnel, toujours humidifié et sous la forme d'un mash. Cette forme de blé contient beaucoup de phosphore, c'est pourquoi il faut veiller à ne pas déséquilibrer le ratio calcium/phosphore de la ration. Fut un temps, cet aliment fut vanté pour son effet laxatif, toutefois son utilisation n'est pas considérée comme nécessaire, car les chevaux, contrairement aux humains, absorbent une quantité suffisante de fibres grâce aux autres sources de leur alimentation.

#### Mélanges et granulés

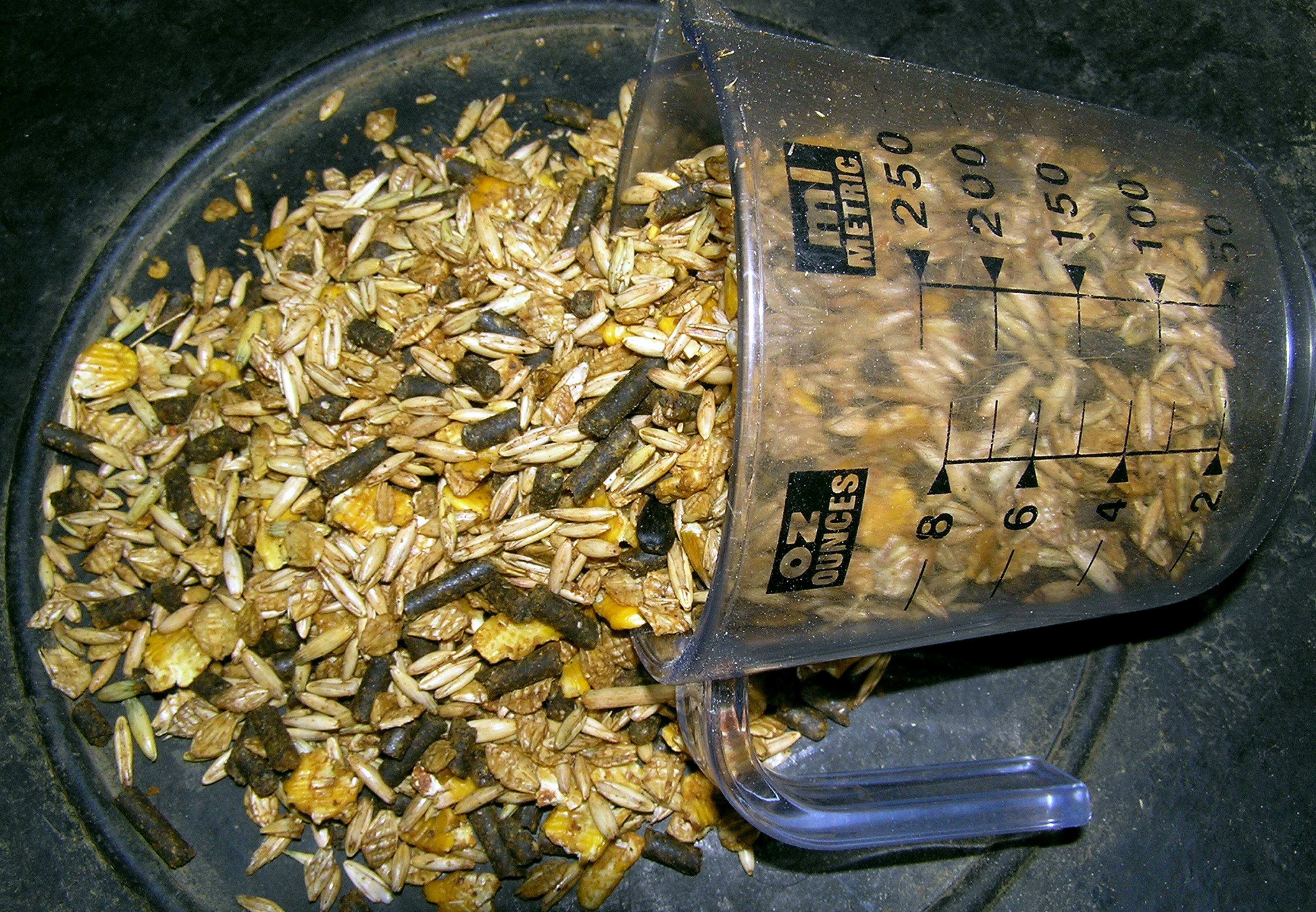
Exemple de ration commerciale pour chevaux, mélange préalablement préparé constitué de maïs denté, d'avoine et d'orge en grain, de mélasse, et de supplément sous forme de granulé

Un grand nombre d'industriels agro-alimentaires combinent différentes céréales et ajoutent des suppléments en vitamines et minéraux pour concevoir une nourriture préparée. Cela permet d'obtenir des aliments d'une part faciles d'emploi par les propriétaires d'équidés, et d'autre part d'une qualité nutritionnelle aisément calculable. Certains fabricants élaborent leurs céréales sous forme de granulés (ou pellets), d'autres en leur laissant leurs formes originales. Dans la plupart des cas, la mélasse est utilisée à la fois comme agglomérant pour éviter la création de poussière, et à la fois pour augmenter l'appétance de ces aliments. Les granulés, compactés ou extrudés, sont plus faciles à mâcher et diminuent les pertes. Les chevaux mangent généralement aussi aisément les granulés que les grains. Cependant, les granulés sont généralement plus coûteux, et même lorsqu'ils sont complets, ils ne suppriment pas la nécessité d'apporter du fourrage.

#### Suppléments
Les chevaux disposant d'un bon foin ou d'une pâture de bonne qualité dans un contexte de travail léger, n'ont généralement pas besoin d'avoir des suppléments dans leur ration. Cependant, les chevaux soit sujets au stress lié à l'âge, soit fournissant un travail intense, soit en période de gestation, peuvent avoir besoin de suppléments. Ce supplément est constitué de matière grasse et de protéines, parfois de vitamines et de minéraux. Il existe de très nombreuses variétés de suppléments dans le commerce, ils sont souvent destinés à des chevaux ayant des besoins spécifiques.
Le soja constitue une source de protéine supplémentaire, avec une proportion de 44 % en protéines brutes. La protéine du soja est considérée comme étant de bonne qualité, respectant le ratio d'apport journalier idéal entre les différents acides aminés nécessaires aux équidés. Les protéines de coton, de lin et d'arachide sont aussi utilisées, mais moins fréquemment.
L'huile végétale est une source de matière grasse couramment employée. L'huile de maïs fait partie des plus communes, mais d'autres sont également employées. Le son de riz constitue également un bon additif puisqu'il contient 20 % de matières grasses, et autant de fibres et de nutriments. Les graines de lin constituent également une bonne source de matière grasse, mais elles doivent être bouillies pour que les chevaux les digèrent correctement. Les fabricants d'aliments commercialisent désormais des produits qui contiennent à la fois des graines de lin et du son de riz.

## Modes d'alimentation

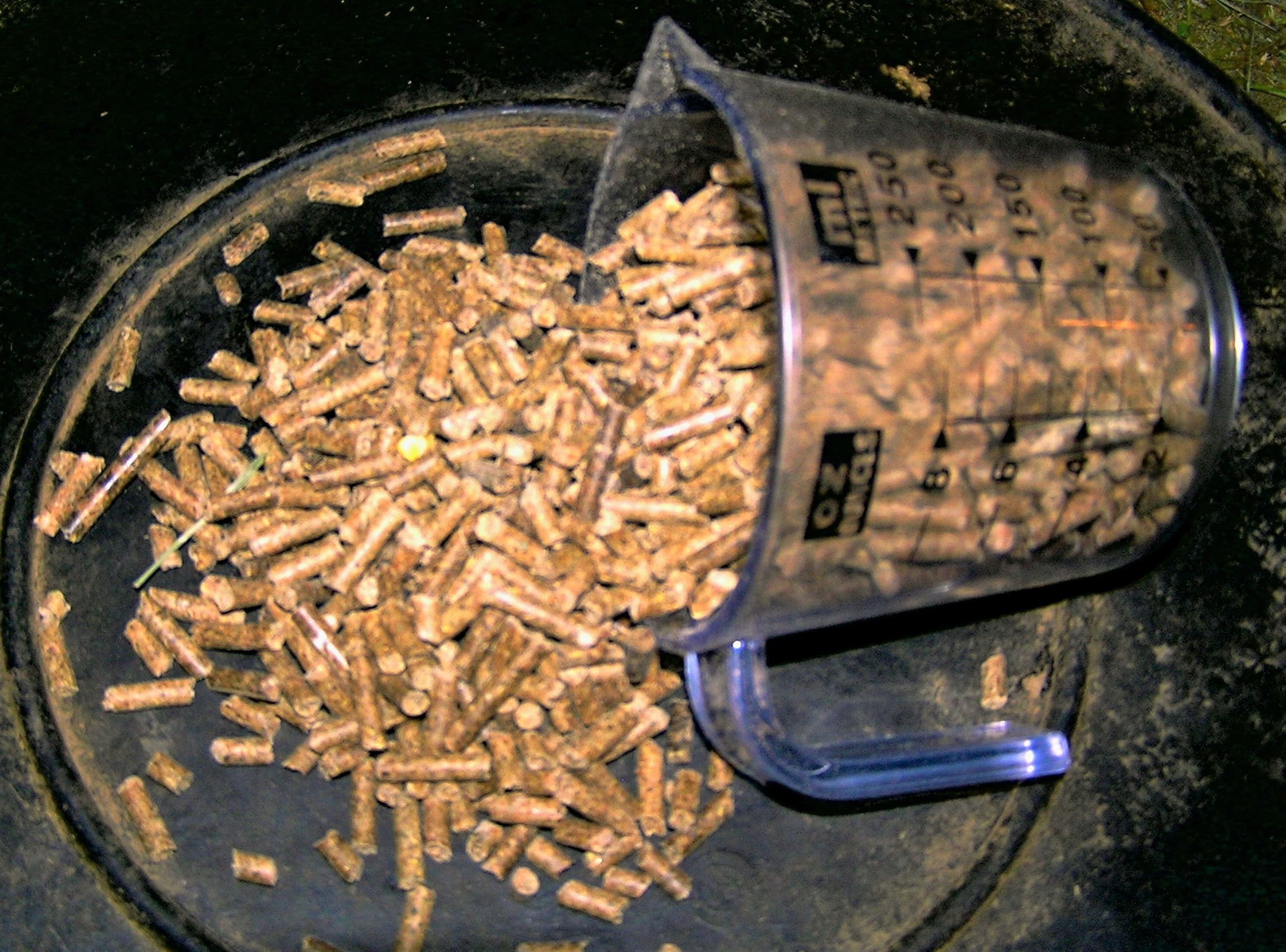
Une ration de granulés contient à la fois des céréales et d'autres plantes, ainsi que des vitamines et des minéraux.

La plupart des chevaux ont seulement besoin d'un fourrage de qualité, d'assez eau, et d'un bloc de sel ou de minéraux. Les céréales et autres concentrés ne sont pas forcément nécessaires. Mais lorsque ces aliments sont distribués, les quantités doivent être contrôles minutieusement. La nourriture est mesurée en poids, et non en volume. Ainsi, 1 kg d'avoine a un volume différent de 1 kg de maïs. Le comportement alimentaire naturel du cheval consiste à s'alimenter continuellement par petites quantités de nourriture, aussi, lorsqu'un accès continu à la nourriture n'est pas possible, il vaut mieux leur distribuer la nourriture en plusieurs fois, de manière fractionnée, plutôt qu'en deux ou trois importantes rations. Toutefois, deux repas par jour est toujours préférable à un seul. Pour déterminer la quantité de nourriture à donner à un cheval, une bande de poids peut être utilisé pour estimer le poids du cheval. Cette bande mesure le périmètre thoracique en étant placée au niveau de la pointe du garrot et du passage de sangle, et le traduit en poids approximatif.
La quantité de nourriture dépend de plusieurs paramètres : la taille du cheval, son âge, le climat, et le travail auquel le cheval est soumis. En outre, des facteurs génétiques peuvent aussi jouer un rôle. Certains animaux sont d'"entretien facile" ("good doer" en anglais ou "easy keeper" en américain) ce qui signifie qu'ils se contentent d'une petite quantité de nourriture, et qui risquent soit de devenir obèses, soit de développer des pathologies s'ils sont suralimentés. À l'opposé, d'autres animaux sont d'"entretien difficile" ("poor doer" en anglais ou "hard keeper" en américain) ce qui signifie qu'ils risquent de maigrir trop, et doivent être alimentés avec une quantité de nourriture importante pour maintenir leur poids de forme.
Les vétérinaires sont souvent de bon conseil pour déterminer le type et la quantité de nourriture adaptés pour un cheval donné. Les nutritionnistes animaliers sont également formés sur la manière d'élaborer les rations, et peuvent aussi être de bon conseil. Il existe également de nombreux livres de qualité sur ce sujet. Les fabricants de nourriture pour équidés offrent aussi des informations utiles pour déterminer lequel de leurs produits choisir, et comment l'administrer.

### Alimentation en fourrages
Les équidés ont toujours besoin de fourrage. Les nutritionnistes recommandent qu'un fourrage soit disponible en permanence, tant que cette pratique n'engendre pas pour l'animal une sur-nutrition et ne réalise pas un risque d'obésité. Une ration alimentaire composée totalement de fourrage est une ration saine, accompagnée bien sûr d'eau et de sel. Toute ration alimentaire devrait a minima comporter 50 % de fourrage. Le foin accompagné d'alfalfa, ou d'autres légumineuses, engendre des apports plus concentrés, aussi la quantité à donner est plus petite que pour un foin d'herbe. En fait, de nombreux foins consistent en un mélange de ces différents types de plantes.
Lorsque la pulpe de betterave sucrière est donnée comme nourriture, une quantité de 1 kg à 2,5 kg est habituellement laissée à tremper dans de l'eau pendant trois à quatre heures. Cela permet de rendre la ration plus agréable au goût et cela réduit également le risque d'étouffement, ainsi que d'autres sources de problèmes. Le trempage s'effectue habituellement avec une proportion d'un volume de pulpe pour deux volumes d'eau. La pulpe est normalement utilisée en complément du foin, mais parfois en remplacement du foin, en particulier pour les vieux chevaux qui ont des difficultés pour mâcher leur nourriture. La pulpe de betterave est disponible sous forme de granulés ou de boulettes. Les granulés doivent avoir un trempage d'une durée beaucoup plus longue que les boulettes.
Certains granulés sont qualifiés de "complets", sous-entendant qu'ils peuvent constituer l'unique nourriture, contenant à la fois du foin et des céréales, et qu'ils répondent à l'ensemble des besoins nutritionnels des chevaux. Toutefois, même ces rations doivent être accompagnées d'un apport en foin, en fourrage ou en pâture, avec un minimum de 250 g pour 50 kg de poids du cheval. Cette pratique permet de maintenir le bon fonctionnement du système digestif, et de conserver l'envie d'aller paître.
Lorsque les chevaux sont au pâturage dans des conditions normales, ils peuvent passer plus de dix-huit heures par jour à paître. Toutefois, dans les prés contemporains qui sont irrigués, et en fonction de la qualité de l'herbe disponible, il peut suffire de trois heures par jour pour que les chevaux absorbent leur quantité de nourriture nécessaire.
De récentes études indiquent les quantités de glucides non structuraux (GNS), comme le fructane dans les fourrages. Un niveau trop élevé de GNS peut causer des problèmes aux animaux sujets à la fourbure ou à la myopathie équine de stockage des polysaccharides. Le degré de GNS ne peut pas être mesuré visuellement pour les fourrages, mais il peut être testé pour les foins et les herbes.

### Concentrés alimentaires
Il est recommandé de n'apporter journellement pas plus de 1 % du poids du cheval en concentrés alimentaires, et de préférence en plusieurs fois. Lorsque l'animal doit recevoir une ration avec une quantité plus importante de concentrés, comme pour les chevaux de course, il est conseillé d'adjoindre plutôt des céréales en gros grains, comme l'avoine, pour éviter des problèmes de colique comme d'impaction.
L'ulcère gastro-duodénal est lié à une trop forte concentration en céréales dans le régime alimentaire, et s'avère particulièrement rencontré chez les chevaux de course modernes, pour lesquels les études indiquent que ce type d'ulcère touche près de 90 % de toutes les races de chevaux.
En général, la quantité de céréales ou d'autres concentrés dans l'alimentation devrait être : entre 0 et 10 % pour un cheval adulte peu actif ; entre 20 et 70 % pour un cheval actif en fonction de son âge, de l'intensité de son activité et de ses besoins énergétiques. Les concentrés ne devraient pas être administrés aux chevaux dans l'heure qui précède ou qui suit une activité intense. Les concentrés doivent en outre être dosés en fonction du niveau de performance. Une inadéquation entre apport en concentrés et nature des activités peut conduire non seulement à des problèmes comportementaux, mais peut aussi déclencher de sérieux problèmes de santé comprenant la rhabdomyolyse (ou "tying up") chez les individus prédisposés. Un autre risque réside dans différentes formes de coliques. Enfin, de manière plus inhabituelle, mais ayant une issue fatale, l'excès de protéine et le manque de fourrage peut déclencher une colite du fait d'une multiplication d'organismes bactériens du genre Clostridium, phénomène amplifié par le stress.

### Barbotage
Le barbotage est un mélange de son ou de certaines farines et d'eau. Il est utilisé pour nourrir les chevaux malades, ceux dont l'insalivation est insuffisante ou bien encore en cas d'immobilisation prolongée. Il permet aussi d'administrer un médicament

### Accès à l'eau
Chaque cheval devrait pouvoir accéder librement à toute la quantité d'eau fraîche et propre dont il a besoin. En outre, pour éviter tout risque de déshydratation, un cheval de doit pas être privé d'eau pendant plus de quatre heures. Toutefois, le besoin en eau peut temporairement être limité en quantité, en particulier quand un cheval est très chaud à la suite d'un effort intensif. À tout moment, un cheval au travail doit pouvoir boire autant qu'il le souhaite et autant de fois qu'il le souhaite, toutefois il faut suivre le bon sens, et par exemple il ne faut pas forcer un cheval à boire une eau trop fraîche lorsqu'il est trop chaud. Une fois le travail terminé, un cheval a besoin de se rafraîchir en marchant pendant une durée allant de trente à quatre-vingt-dix minutes, avant de l'autoriser à boire toute l'eau qu'il désire en une seule fois. Cependant, la déshydratation reste une préoccupation, et de l'eau doit aussi être donnée pendant les périodes de détente. Un cheval échauffé se réhydratera correctement tout en se rafraîchissant s'il avale de petites gorgées d'eau toutes les trois à cinq minutes pendant qu'il marche. En outre, parfois le réflexe de la soif ne s'enclenche pas immédiatement après un effort intensif, cela constitue une raison supplémentaire pour donner régulièrement de l'eau à au cheval pendant sa période de rafraîchissement,.
Même légèrement déshydraté, un cheval est soumis à un risque élevé de développer une impaction. De plus, une déshydratation peut lui faire perdre du poids, car il ne sera pas en mesure de produire une quantité de salive suffisante, ce qui diminuera sa capacité à absorber les nutriments contenus dans son alimentation. Aussi, il est particulièrement recommandé aux propriétaires d'encourager leur cheval à boire pour limiter les risques de déshydratation, en particulier et par temps chaud, et lors de travaux intenses, et par temps froid car les chevaux boivent alors moins. Cet encouragement à s'abreuver revient concrètement à ajouter des électrolytes dans la nourriture, à améliorer le goût de l'eau par l'adjonction de jus de pomme par exemple, ou à réchauffer l'eau par temps froid pour éviter qu'elle soit trop fraîche.

### Alimentation spécifique des poneys

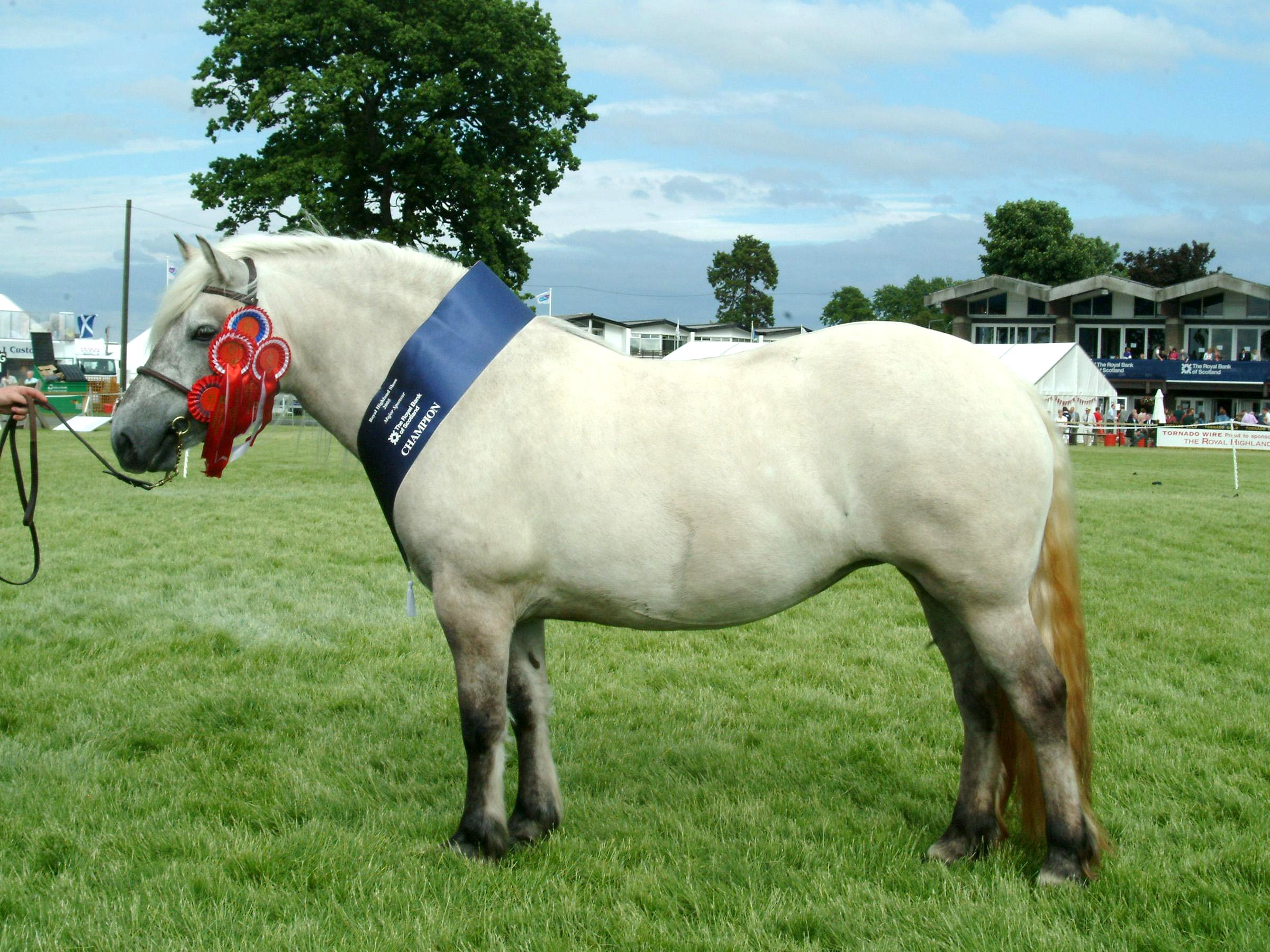
Le besoin nutritionnel des poneys est bien moindre que celui des chevaux de taille normale.

Les poneys et les chevaux miniatures sont habituellement d'un entretien facile, et nécessitent moins de nourriture que des chevaux de taille normale. Ce phénomène n'est pas seulement dû à leur petite taille, mais il est aussi dû au fait que ces animaux sont issus d'espèces ayant évolué dans des conditions de survie plus difficiles, et en particulier ils assimilent plus efficacement la nourriture ingérée. Aussi, les poneys deviennent rapidement obèses à la suite d'une suralimentation, et augmentent aussi notablement leur risque de développer une colique, une fourbure. L'herbe fraîche constitue donc un danger particulier pour les poneys : ils peuvent développer une fourbure en moins d'une heure dans une pâture d'herbage.
Une alimentation inadaptée est une préoccupation aussi importante que la suralimentation. En effet, les besoins alimentaires des poneys et des chevaux miniatures sont relativement faibles en sucres, en amidons et en calories, mais plus importants en fibres. En particulier, les chevaux miniatures nécessitent un apport en calories nettement moindre, rapporté à leur poids, et sont beaucoup plus sujets à l'hyperlipémie que les chevaux normaux, et possèdent également un risque plus élevé de développer un syndrome métabolique équin.
Ainsi, il s'avère important de consigner l'historique du poids d'un poney, en utilisant par exemple une bande de taille et de poids. Le fourrage peut être mesuré en fonction du poids, en suivant le ratio de 1 pour cent de fourrage pour 100 de poids. Le fourrage, ainsi que l'eau et un bloc de sel, constituent l'essentiel du besoin des poneys. En cas de travail intense, le poney devra recevoir un complément en aliments concentrés, dans une proportion recommandée de 30 % de concentrés pour 70 % de fourrage.
Les aliments concentrés élaborés spécifiquement pour les chevaux, avec un complément en vitamines et en minéraux, seront insuffisants car ils sont inadaptés aux petites proportions des poneys. Ainsi, lorsqu'un poney a un besoin en aliments concentrés, il est préférable d'utiliser une nourriture et des compléments spécifiquement conçus pour les poneys.

### Alimentation spécifique des mulets et des ânes

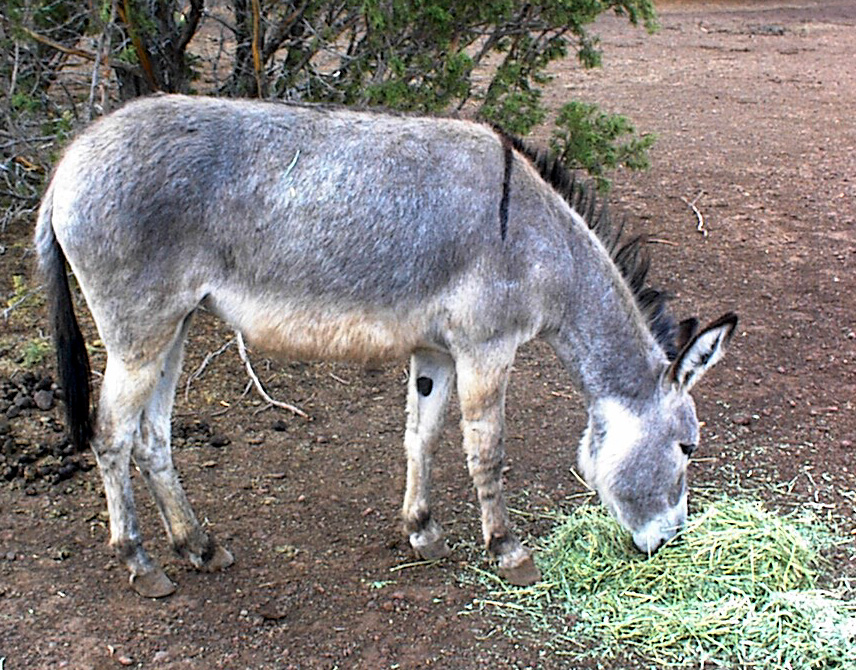
Le besoin nutritionnel des ânes et des mulets comporte moins de concentrés que celui des chevaux

Comme les poneys, les mules et mulets, et les ânes, sont des animaux rustiques qui ont habituellement un besoin moindre que les chevaux en aliments concentrés. En outre, le besoin en protéine des mules et des mulets étant moins important que celui des chevaux, leur alimentation idéale consiste en un fourrage d'herbe couplé à un supplément en vitamines et en minéraux. Lorsque les mules ou les mulets sont nourris avec des aliments concentrés, environ seulement la moitié de la quantité requise pour un cheval leur suffit. Toutefois, comme pour les chevaux, les mules et les mulets doivent avoir accès à une eau fraîche et propre, toutefois ils risquent moins de trop boire par temps chaud.
Les ânes, comme les mules et mulets, ont besoin de moins de protéines et plus de fibres que les chevaux. Bien que le système digestif des ânes ne possède pas de différence notable avec celui des chevaux, il est cependant plus efficace et un âne nécessite encore moins de fourrage qu'un poney d'une taille similaire. Leur besoin en nourriture ne représente, en matière sèche, que 1,5 % de leur poids. Les raisons pour lesquelles les ânes possèdent un système digestif aussi efficace sont toujours peu connues, avec toutefois des hypothèses qui portent sur une flore microbienne intestinale différente, et sur une durée de retention plus longue du chyme dans le cæcum.
L'optimum pour les ânes consiste à consommer de petites quantités d'aliments sur de longues périodes, comme ils le feraient naturellement dans leur milieu aride. Ils peuvent subvenir à leurs besoins nutritionnels avec 6 à 7 heures de pâture par jour sur des terres arides, avec un pâturage moyen mais non affecté par la sécheresse. Après un travail de plusieurs heures sans pouvoir pâturer, ils doivent recevoir du foin ou un fourrage sec similaire, suivant un ratio de 1 pour 4 entre les légumineuses et l'herbe.
Comme les poneys et les mules et mulets, dans un environnement herbeux, les ânes tendent à devenir obèses, et risquent de développer une hyperlipémie.

### Les friandises
Nombreux sont ceux qui veulent faire plaisir aux chevaux en leur donnant à manger des friandises comme des carottes, des morceaux de sucre, des bonbons à la menthe, ou des aliments spécifiquement élaborés comme les gâteaux pour chevaux. Or les chevaux n'ont pas besoin de sucreries, et en raison des risques de développer une colique ou un étouffement, de nombreux propriétaires de chevaux n'autorisent pas qu'il soit donné des confiseries à leur animal. En outre, si un cheval reçoit des confiseries, il existe un risque comportemental, car il peut acquérir une tendance à mordre lorsqu'il est nourri à la main, raison pour laquelle de nombreux entraîneurs et cavaliers découragent cette pratique.
Toutefois, si les friandises sont autorisées, notamment comme récompenses, les carottes et les poignées de foin constituent des aliments communs, nutritifs et généralement sans danger. Les pommes sont également acceptables, même s'il est préférable alors de les couper en tranches. Les gâteaux pour chevaux sont souvent préparés à partir de grain et de mélasse, ils n'occasionneront probablement pas de problème, s'ils sont donnés en faible quantité. Attention toutefois, de nombreux éléments de l'alimentation humaine s'avèrent potentiellement dangereux pour les chevaux, et ne doivent pas leur être donnés à manger, cela comprend le pain et ses dérivés, les produits avec de la viande, les sucreries, et les boissons gazeuses ou alcolisées.
Une pratique commune consista à donner une fois par semaine un mash, composé de farine de son mélangée avec de l'eau chaude et quelques autres ingrédients. Cette pratique est encore d'actualité dans certains endroits. Un mash, nourriture chaude et sucrée, est une confiserie que beaucoup de chevaux apprécient et peut aider le transit intestinal, améliorer l'hydratation des tissus et apporter un certain confort par temps froid. Aussi un vieux cheval avec une mauvaise dentition peut apprécier de manger une nourriture moins solide.
Cet apport n'est cependant pas nécessaire sur le plan nutritionnel, les chevaux disposent de bien plus de fibres dans leur alimentation que les humains, et une aide au transit sous forme de son s'avère inutile. Il existe, en outre, un risque que la farine de son apporte un excès de phosphore, déséquilibrant ainsi le régime alimentaire, et enfin une nourriture inhabituelle fournit une seule fois dans la semaine peut déclencher une colique.

## Stockage de la nourriture

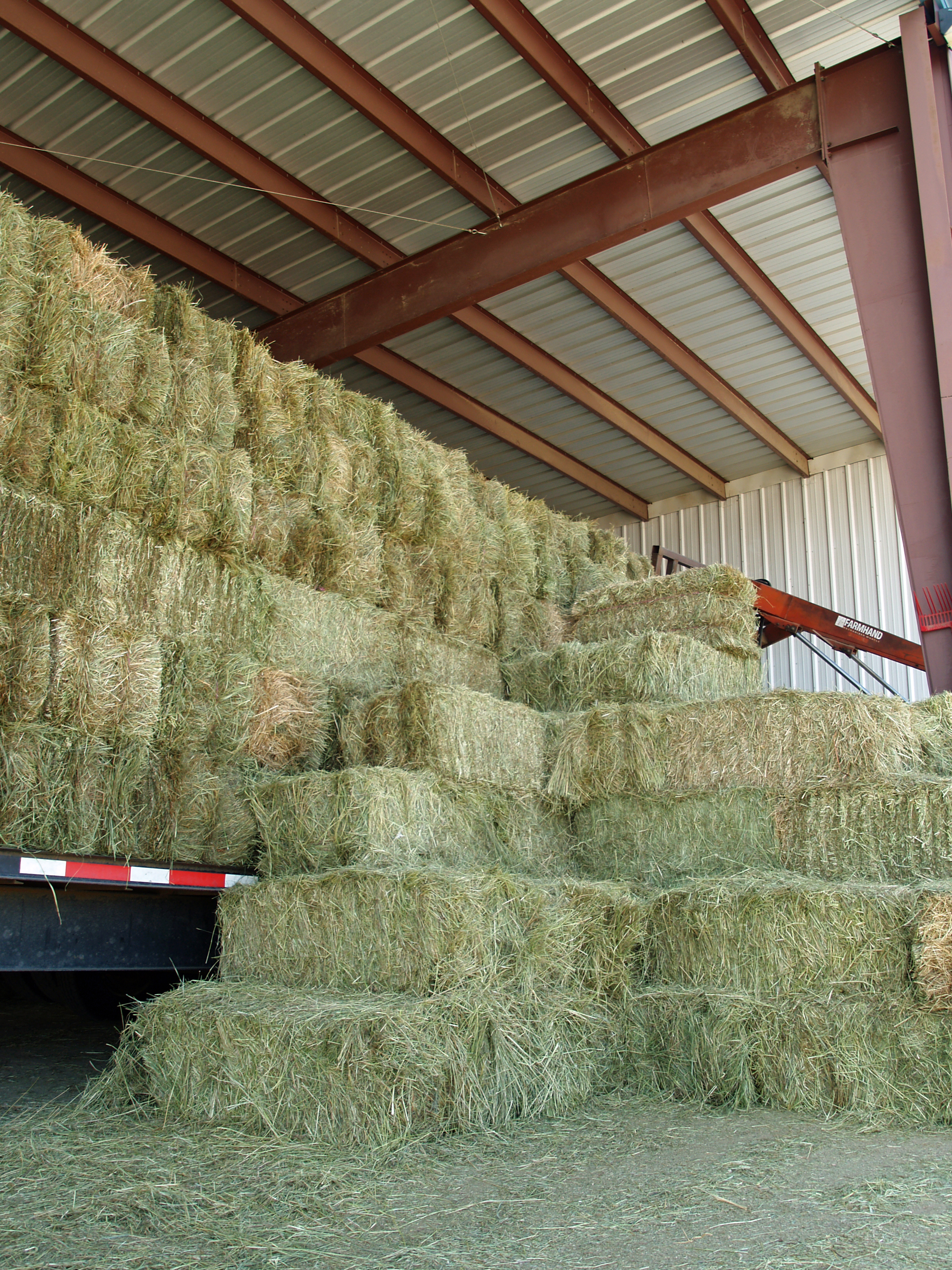
Foin engrangé sec pour être conservé sec.

La nourriture, autant les foins que les aliments concentrés, doit être gardée au sec et exempte de moisissures, d'excréments de rongeurs et de tout autre type de contamination qui pourrait occasionner des maladies chez les chevaux. En effet, la nourriture conservée à l'extérieur, ou celle exposée d'une manière ou d'une autre à l'humidité, développera rapidement des moisissures. Toutefois, en raison du risque d'incendie, le foin est entreposé sous un hangar ouvert, ou sous une bâche, plutôt qu'à l'intérieur des écuries. Il doit donc être gardé hors d'eau. Les concentrés, eux, occupent moins de place, et constituent un moindre risque pour l'incendie, ils sont donc habituellement conservés dans une grange ou dans un hangar fermé.
Il est important de séparer les animaux de la zone d'entreposage des aliments, que ce soit par une porte ou par une barrière, dotée d'un verrou. Sinon les chevaux qui accéderont aux aliments entreposés s'alimenteront trop, et pour eux, cela constitue une cause fréquente, pourtant évitable, de coliques ou de fourbure.
Il est également important de ne jamais donner aux chevaux une nourriture qui a été contaminée par les restes d'un animal mort. Ceci constitue en effet une source potentielle de botulisme. Cela est moins rare qu'il n'y paraît, par exemple les souris et les oiseaux peuvent s'introduire dans les lieux d'entreposage, être pris au piège ; les balles de foin peuvent parfois contenir des serpents, des souris ou d'autres petits animaux qui ont été enfermés accidentellement par les machines agricoles lors de la moisson ou de la constitution des balles.

## Habitudes alimentaires
Un cheval peut devenir anxieux ou stressé si les repas sont trop espacés. Il est également au mieux de sa forme lorsqu'il est nourri à horaire régulier, les chevaux sont en effet des créatures d'habitudes, qui deviennent facilement perturbés par des changements dans leur routine. Lorsque les chevaux sont en troupeau, leur comportement est hiérarchique : les animaux dominants du troupeau mangent et boivent en premier. Ainsi les animaux du plus faible rang, ceux qui mangent et boivent en dernier, peuvent ne pas obtenir une quantité de nourriture suffisante, voire peuvent ne rien avoir du tout si la nourriture est disponible en trop faible quantité. Par conséquent, sauf si un troupeau est au pré, ce qui permet de répondre aux besoins nutritionnels de tous les individus, il est important de nourrir les différents chevaux, soit de manière séparée, soit en répartissant la nourriture en plusieurs endroits. En effet, ces techniques permettent à tous les animaux d'obtenir leur quantité de nourriture. Dans certains cas, lorsque des chevaux sont gardés ensemble, ils peuvent être divisés  en plus petits groupes en fonction de leurs besoins nutritionnels, en séparant les chevaux en surpoids de ceux plus minces, afin de pouvoir plus facilement ajuster les rations en conséquence. Par ailleurs, les chevaux peuvent aussi manger de manière inadaptée, par exemple gloutonnement, c'est-à-dire en mangeant trop vite. Cela peut dans certains cas leur occasionner des coliques et des fourbures.

## Considérations sur la denture
Les dents des chevaux poussent continuellement durant toute leur vie. Elles s'usent lorsqu'ils mangent, et elles peuvent comporter une usure inégale pouvant interférer avec la mastication. Pour cette raison, les chevaux ont besoin d'un examen dentaire au moins une fois par an, et une attention particulière doit être accordée aux besoins dentaires des chevaux âgés. Le meulage des traces d'usure inégale sur les dents d'un cheval peut être effectué par un vétérinaire ou un spécialiste en dentisterie équine.

## Maladies liées à une alimentation inadaptée
La colique, l'étouffement, et la fourbure sont des maladies qui sont mortelles lorsque le cheval est gravement affecté, des soins vétérinaires sont nécessaires pour traiter correctement ces situations. D'autres maladies, sans être mortelles, peuvent tout de même avoir des conséquences relativement graves à long terme, pour la santé et la solidité d'un cheval.

### Colique
En tant que telle, une colique ne constitue pas une maladie, mais plutôt un symptôme lié à une douleur abdominale. Elle peut survenir du fait de nombreux troubles digestifs possibles, depuis de légers ballonnements du fait d'excès de gaz intestinaux jusqu'à une impaction potentiellement mortelle.
Les symptômes consistent en un cheval qui se couche et se relève sans arrêt, regarde son ventre, gratte le sol, n'a pas fait son crottin.
Le plus souvent, une colique est causée par un changement de régime alimentaire, que ce soit un changement souhaité, mais qui a été appliqué trop rapidement, ou bien un changement accidentel, comme un cheval s'étant échappé de l'écurie, ou de son paddock, et ayant ingéré des plantes inhabituelles.
Cependant, la colique peut également être déclenchée par d'autres événements, comme une insuffisance en eau, un nourrissage irrégulier, un stress, un changement de température, des parasites internes, une maladie. En particulier, comme les chevaux ne peuvent pas vomir, ils possèdent une capacité limitée de se détoxifier, et une fois ingérée, une matière engendrant des troubles doit parcourir l'intégralité du système digestif avant d'être expulsée.
La prévention consiste à éviter les efforts après le repas, éviter de laisser boire de l'eau glacée, vermifuger régulièrement.

### Étouffement
L'étouffement ou obstruction de l’œsophage est beaucoup moins commun que la colique, mais sa gravité est suffisante pour engendrer une urgence vétérinaire. Le cheval salive alors beaucoup, tend son encolure, une partie de la nourriture peut même ressortir par les naseaux. La cause le plus courante d'étouffement chez un cheval réside dans une mastication insuffisante. Elle survient quand le cheval mange sa nourriture trop rapidement, en particulier s'il n'a pas un accès suffisant à l'eau, lorsqu'il mange des aliments trop gros, comme une pomme en entier, du pain mou..., ou bien du fait de problèmes dentaires rendant la mastication douloureuse. Expulser quelque chose de son œsophage est quelque chose d'excessivement difficile pour un cheval, et un traitement approprié est le plus souvent nécessaire. Toutefois, contrairement à l'étouffement chez l'humain, l'étouffement chez le cheval n'empêche jamais totalement sa respiration,. On peut en prévention ajouter une pierre à sel dans la mangeoire du cheval.

### Fourbure
Les chevaux sont également sujets à la fourbure, une maladie de la lame du sabot du cheval. La fourbure peut avoir de nombreuses causes, bien que la plus fréquente soit liée à un excès de sucre et d'amidon. Cela se produit lorsqu'un cheval consomme trop d'un certain type de nourritures comme l'herbe des pâturages trop riche en fructose aussi bien au début du printemps qu'à la fin de l'automne, ou à la suite de l'ingestion d'une quantité excessive de céréales.

### Problèmes de croissance
Les jeunes chevaux suralimentés, ou ceux nourris avec un régime alimentaire ayant un mauvais rapport calcium/phosphore, peuvent développer dans le temps un certain nombre de problèmes de croissance et d'orthopédie. Cela comprend  l'ostéochondrose (OCD), la déformation angulaire des membres (ALD), et de nombreux problèmes regroupés sous l'appellation populaire de "tendons contractés". Si ces problèmes ne sont pas convenablement traités, les dégâts seront permanents. Toutefois, prises à temps, ces maladies peuvent être traitées par des soins vétérinaires appropriés, et une correction des pratiques alimentaires inadaptées. Ces maladies touchent particulièrement les jeunes chevaux qui sont nourris dans l'objectif d'une croissance rapide, souvent dans le but de les présenter et de les vendre comme yearlings. Elles touchent également les chevaux adultes qui s'alimentent très mal, et qui développent alors une grande variété de problèmes métaboliques.

### Pousses
Le foin moisi ou empoussiéré donné comme nourriture aux chevaux est la cause la plus fréquente de broncho-pneumopathie chronique obstructive aussi connu sous le sigle BPCO, ou sous le terme de pousse. Ceci constitue pour les chevaux un état chronique de bronchite allergique, caractérisé par une respiration sifflante, une toux, et une respiration laborieuse.

### «Maladie noueuse»
La rhabdomyolyse est aussi connue sous le nom de maladie noueuse, ou azoturie. Cette maladie ne concerne que quelques chevaux, et la plupart des cas sont liés à une mutation génétique. Chez les chevaux sujets à cette maladie, les symptômes se rencontrent après une journée de travail qui suit immédiatement une journée de repos pendant laquelle le cheval a été nourri exclusivement de céréales. Ce schéma de signes cliniques valurent à cette maladie le surnom archaïque de maladie du lundi. L'état peut également être dû à un déséquilibre électrolytique. Une gestion appropriée du régime alimentaire peut aider à minimiser le risque d'une telle attaque,. Cette maladie se traduit initialement par des petits pas, des raideurs musculaires, une boiterie.